# Оу Вирак
Оу Вирак (кхмер. អ៊ូ វីរៈ; род. 7 января 1976) — камбоджийский общественный деятель и правозащитник, президент Камбоджийского центра по правам человека (с 2007 года), основатель Альянса за свободу слова в Камбодже. Лауреат премии «Reebok Human Rights Award» в защиту прав человека (2007).

## Биография
Оу Вирак родился 7 января 1976 года в Камбодже (Демократической Кампучии). Первые годы его жизни совпали с правлением Красных Кхмеров, проводивших политику террора и геноцида. Отец Вирака — кадровый офицер республиканской армии Лон Нола, — был убит полпотовцами еще до его рождения. Вирак жил с матерью и четырьмя старшими братьями. После начала вьетнамского вторжения их семья бежала в лагеря на границе с Таиландом. В возрасте 13 лет Вирак получил статус беженца и эмигрировал в США.
Окончил среднюю школу имени Теодора Рузвельта в городе Фресно, штат Калифорния. Изучал экономику в Университете штата Калифорния. Будучи студентом возглавлял Национальную ассоциацию камбоджийских студентов.
По возвращении в Камбоджу стал преподавателем экономики в Камбоджийском университете Паннасастры, Пномпень. Вступил в Камбоджийский центр по правам человека, в 2007 году стал его президентом. В 2007 году он стал лауреатом премии «Reebok Human Rights Award» в защиту прав человека.